# U23-Europameisterschaften im Rudern 2019
Die U23-Europameisterschaften im Rudern 2019 fanden am 7. und 8. September 2019 in Griechenland in Ioannina statt. Die Wettbewerbe wurden auf dem Pamvotida-See ausgetragen.
Bei den Meisterschaften wurden 22 Wettbewerbe ausgetragen, davon jeweils elf für Männer und Frauen.
Teilnahmeberechtigt war jeweils eine Mannschaft je Wettbewerbsklasse aus den 46 europäischen Mitgliedsverbänden des Weltruderverbandes (FISA). Eine Qualifikationsregatta existierte nicht.
Der Deutsche Ruderverband besetzte 16 Bootsklassen mit 52 Athletinnen und Athleten. Allerdings ausschließlich mit Sportlern, die sich nicht für die U23-Weltmeisterschaften im Rudern 2019 qualifizieren konnten.

## Ergebnisse
Hier sind die Medaillengewinner aus den A-Finals aufgelistet. Diese waren mit sechs Booten besetzt, die sich über Vor- und Hoffnungsläufe sowie Viertel- und Halbfinals für das Finale qualifizieren mussten. Die Streckenlänge betrug in allen Läufen 2000 Meter.

### Männer
| Bootsklasse                                   | Gold | Gold    | Silber | Silber  | Bronze | Bronze  |
| --------------------------------------------- | --- | ------- | --- | ------- | --- | ------- |
| Einer (BM1x)                                  | Irland Ronan Byrne | 6:48,28 | Russland Aleksandr Vyazovkin | 6:52,30 | Griechenland Stefanos Douskos | 6:56,54 |
| Leichtgewichts-Einer (BLM1x)                  | Tschechien Jan Cincibuch | 7:03,94 | Schweiz Matthias Fernandez | 7:06,31 | Italien Patrick Rocek | 7:07,11 |
| Doppelzweier (BM2x)                           | Belarus Yahor Shliupski Ivan Brynza | 6:22,86 | Bulgarien Stanimir Haladzhov Emil Neykov | 6:26,07 | Schweiz Kai Schätzle Scott Bärlocher | 6:27,04 |
| Leichtgewichts-Doppelzweier (BLM2x)           | Griechenland Antonios Papakonstantinou Petros Gkaidatzis | 6:25,42 | Frankreich Paul Tixier Ferdinand Ludwig | 6:25,69 | Österreich Sebastian Kabas Philipp Kellner | 6:32,15 |
| Doppelvierer (BM4x)                           | Belarus Uladzislau Lokun Artsem Laputsin Jauhen Salaty Kiryl Tsikhanovich | 5:52,58 | Rumänien Florin-Bogdan Horodisteanu Andrei-Sebastian Cornea Sebastian-Constantin Cîrstea Cristian-Ionuț Cojocaru                                                             | 5:56,05 | Moldau Alexandru Mașnic Ivan Corșunov Chirill Vîsoțchi-Șestacov Alexandr Bulat                                                                                            | 5:57,53 |
| Leichtgewichts-Doppelvierer (BLM4x)           | Deutschland Hendrik Winkel Joscha Holl Fabio Kress Patrick Hofmockel | 6:03,69 | Italien Tommaso Molinari Gioele Pison Alessio Bozzano Matteo Tonelli | 6:03,75 | Tschechien Ondřej Čermák Jan Šmolík Luboš Zapletal Jonáš Friedrich | 6:04,84 |
| Zweier ohne Steuermann (BM2-)                 | Rumänien Dumitru-Alexandru Ciobica Florin Lehaci | 6:31,21 | Griechenland Ioannis Kalandaridis Athanasios Palaiopanos | 6:34,51 | Litauen Povilas Stankūnas Mantas Juškevičius | 6:40,45 |
| Leichtgewichts-Zweier ohne Steuermann (BLM2-) | Ungarn Bence Szabó Kálmán Furkó | 6:54,36 | Italien Matteo Sessa Filippo Fornara | 6:57,05 | Deutschland Johannes Neubauer Benjamin Nelles | 6:59,29 |
| Vierer ohne Steuermann (BM4-)                 | Rumänien Mihăiță Țigănescu Mugurel Semciuc Ștefan Berariu Cosmin Pascari | 5:58,79 | Kroatien Fabio Ipsa Ivan Ante Grgić Patrik Lončarić Anton Lončarić | 6:05,93 | Schweiz Morton Schubert Nils Schneider Nicolas Kamber Patrick Brunner | 6:06,96 |
| Vierer mit Steuermann (BM4+)                  | Rumänien Alexandru Chioseaua Alexandru-Laurentiu Danciu Alexandru Matincă Ciprian Huc Adrian Munteanu (Stm.)                                                                   | 6:21,29 | Belarus Vitali Dzehtsiarou Yauheni Maiseyev Dzianis Akinchyts Anton Bahinksi Danila Haitsiukevich (Stf.)                                                                     | 6:23,58 | Schweiz Maurin Lange Jan Jonah Plock Filippo Ammirati Manuel Baumann Carla Sgobbo (Stf.)                                                                                  | 6:27,53 |
| Achter (BM8+)                                 | Rumänien Bogdan Sabin Băițoc Ciprian Tudosă Florin Ceobanu Marian Cireașă Andrei Lungu Denis Nichitean Andrei-Alexandru Tănasă Constantin-Cristi Hîrgău Adrian Munteanu (Stm.) | 5:40,87 | Ukraine Danyyil Yegorov Oleksandr Nahrebelnyi Pavlo Doshchenko Roman Kyrylovskyi Vladyslav Hysar Yehven Aleksandrov Denys Shkliaruk Oleksandr Sydoruk Veronika Vaskiv (Stf.) | 5:43,35 | Vereinigtes Königreich Dylan Mitchell Daniel Graham David Willcox Frederick Strawson Alfred Heath Frederick Allinson James Snowball Cameron Spurling Benjamin Rich (Stm.) | 5:43,97 |

### Frauen
| Bootsklasse                                   | Gold | Gold    | Silber | Silber  | Bronze | Bronze  |
| --------------------------------------------- | --- | ------- | --- | ------- | --- | ------- |
| Einer (BW1x)                                  | Griechenland Anneta Kyridou | 7:43,88 | Deutschland Ella Reim | 7:49,06 | Schweden Elin Lindroth | 7:51,77 |
| Leichtgewichts-Einer (BLW1x)                  | Schweiz Eline Rol | 7:53,00 | Vereinigtes Königreich Susannah Duncan | 7:53,14 | Rumänien Elena-Iuliana Mihai | 7:56,93 |
| Doppelzweier (BW2x)                           | Rumänien Nicoleta-Ancuța Bodnar Simona Geanina Radiș | 6:57,18 | Bulgarien Desislava Angelova Madlen Markova | 7:05,25 | Ungarn Vivien Preil Zoltana Gadanyi | 7:08,94 |
| Leichtgewichts-Doppelzweier (BLW2x)           | Schweiz Chiara Cantoni Olivia Nacht | 7:14,30 | Deutschland Luise Münch Carina Pollmer | 7:17,49 | Griechenland Eleni Varelopoulou Eleni Varveri Vasileiadou                                                                                           | 7:18,69 |
| Doppelvierer (BW4x)                           | Rumänien Tabita Maftei Larisa Elena Rosu Elena Logofatu Nicoleta Pascanu | 6:35,79 | Polen Izabela Galek Magdalena Sochocka Paulina Grzella Barbara Streng                                                                                | 6:39,66 | Schweiz Jana Nussbaumer Andrea Fürholz Fabienne Schweizer Lisa Lötscher                                                                             | 6:44,45 |
| Leichtgewichts-Doppelvierer (BLW4x)           | Deutschland Julia Wolf Julia Tertünte Sophia Wolf Sofie Vardakas | 6:49,87 | Griechenland Sofia Theochari Angeliki Arabatzi Eleni Varelopoulou Chrysi Kalitsa                                                                     | 6:55,27 | Italien Greta Parravicini Greta Iacovitti Ludovica D'Epifanio Valentina Gallo                                                                       | 7:03,74 |
| Zweier ohne Steuerfrau (BW2-)                 | Griechenland Christina Bourmpou Maria Kyridou | 7:17,74 | Belarus Hanna Khrapkina Tatsiana Filipava | 7:19,96 | Rumänien Adriana Ailincăi Marie Tivodariu | 7:23,17 |
| Leichtgewichts-Zweier ohne Steuerfrau (BLW2-) | Belarus Maryia Daumatovich Tatsiana Hancharova | 7:39,74 | Deutschland Maja Gunz Lara Richter | 7:46,50 | Tschechien Nikola Vicikova Tereza Businska | 7:57,24 |
| Vierer ohne Steuerfrau (BW4-)                 | Rumänien Madalina-Gabriela Casu Amalia Bereș Maria-Magdalena Rusu Roxana-Iuliana Anghel | 6:45,74 | Kroatien Bruna Milinovic Josipa Jurkovic Ivana Jurkovic Izabela Krakic                                                                               | 6:49,71 | Russland Elena Mozgunova Daria Kukushkina Marina Rubtsova Elena Shapurova                                                                           | 6:51,62 |
| Vierer mit Steuerfrau (BW4+)                  | Rumänien Ioana-Irina Acsinte Dumitrita Juncanariu Andreea Popa Georgiana-Simona Tataru Victoria-Stefania Petreanu (Stf.)                                                                                   | 7:03,14 | Belarus Maryia Bozhamoi Dzina Haluts Yana Tsupa Krystina Hancharova Tatsiana Masalskaya (Stf.)                                                       | 7:07,08 | Russland Kseniia Iakimtcova Elena Sergeeva Margarita Kruzhilina Viktoriia Zhirnova Iuliia Belokon (Stf.)                                            | 7:12,85 |
| Achter (BW8+)                                 | Rumänien Madalina Heghes Roxana Parascanu Andrea-Ioana Budeanu Raluca-Georgiana Dinulescu Madalina-Gabriela Casu Amalia Bereș Maria-Magdalena Rusu Roxana-Iuliana Anghel Victoria-Stefania Petreanu (Stf.) | 6:28,59 | Frankreich Aurelie Bouchot Pauline Lotti Audrey Feutrie Camille Loisel Adele Brosse Maya Cornut Pauline Rossignol Emma Cornelis Elsa Taboulet (Stf.) | 6:28,59 | Deutschland Lisa Holbrook Sarjana Klamp Tamara Vukotic Katharina Bauer Luisa Schade Hannah Reif Lena Hansen Theresa Kampmann Sabrina Güttler (Stf.) | 6:30,96 |

## Medaillenspiegel
| Platz | Land                   | Gold | Silber | Bronze | Gesamt |
| ----- | ---------------------- | ---- | ------ | ------ | ------ |
| 1     | Rumänien               | 9    | 1      | 2      | 12     |
| 2     | Belarus                | 3    | 3      |        | 6      |
| 3     | Griechenland           | 3    | 2      | 2      | 7      |
| 4     | Deutschland            | 2    | 3      | 2      | 7      |
| 5     | Schweiz                | 2    | 1      | 4      | 7      |
| 6     | Tschechien             | 1    |        | 2      | 3      |
| 7     | Ungarn                 | 1    |        | 1      | 2      |
| 8     | Irland                 | 1    |        |        | 1      |
| 9     | Italien                |      | 2      | 2      | 4      |
| 10    | Bulgarien              |      | 2      |        | 2      |
| 10    | Frankreich             |      | 2      |        | 2      |
| 10    | Kroatien               |      | 2      |        | 2      |
| 13    | Russland               |      | 1      | 2      | 3      |
| 14    | Vereinigtes Königreich |      | 1      | 1      | 2      |
| 15    | Polen                  |      | 1      |        | 1      |
| 15    | Ukraine                |      | 1      |        | 1      |
| 17    | Litauen                |      |        | 1      | 1      |
| 17    | Moldau                 |      |        | 1      | 1      |
| 17    | Österreich             |      |        | 1      | 1      |
| 17    | Schweden               |      |        | 1      | 1      |
| Summe | Summe                  | 22   | 22     | 22     | 66     |